# Rifrazione oculare
La rifrazione oculare (a volte detta refrazione come inglesismo), o rifrazione ottica, è il processo di formazione di un'immagine ottica sulla retina, messa a fuoco attraversando le zone più esterne e trasparenti dell’occhio: cornea e cristallino.

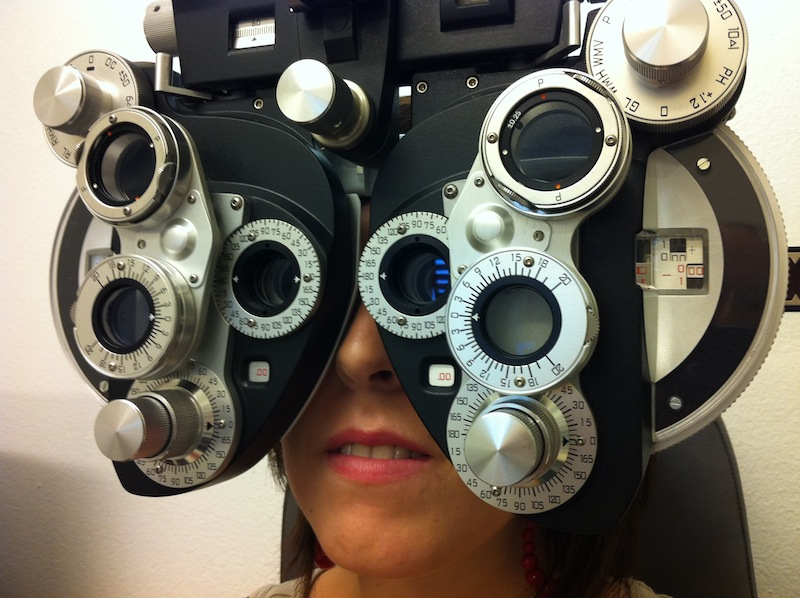
Immagine di un forottero, strumento utilizzato dai professionisti della visione per la misura della refrazione.

Le caratteristiche rifrattive vengono studiate dal medico oculista, anche grazie all'ausilio farmacologico, quando l'occhio si trova allo stato di riposo; vale a dire le caratteristiche diottriche che possiede l'occhio in virtù della sua forma e di quella delle sue parti componenti, indipendentemente dall'azione muscolare, indipendentemente dall'accomodazione.
Questo termine si applica allo stato rifrattivo dell'occhio quando i muscoli dell'accomodazione sono inattivi o paralizzati (per esempio sotto l'influenza dell'atropina o di un altro midriatico). La refrazione oculare dipende dalla condizione anatomica delle parti costituenti l'occhio; l'accomodazione invece dipende dall'azione fisiologica dei muscoli.

## Misura della rifrazione
Compito dell'esame rifrattivo è quello di determinare l'entità di un eventuale difetto ottico e di prescriverne la correzione.
La misura della rifrazione è l'esame visivo comunemente, e impropriamente, detto “misurazione della vista”.
L'esame rifrattivo si avvale sia di metodi oggettivi, più grossolani, ma che non richiedono la diretta collaborazione del soggetto esaminato, sia di metodi soggettivi, più accurati, ma che richiedono invece la partecipazione attiva della persona esaminata. Gli esami oggettivi più comuni sono la schiascopia (o retinoscopia) e l'autorefrattometria. L'esame soggettivo si effettua con l'ausilio di lenti di prova o con il forottero.
Solitamente, inizia con la determinazione della capacità visiva in termini di acuità.

### Difetti o vizi della rifrazione
Qualora l'acuità visiva risulti compromessa, oppure siano presenti sintomi di affaticamento visivo o di alterazione della visione binoculare, si passa a determinare la presenza di un eventuale ametropia, ossia di un difetto ottico oculare che sfoca le immagini sulla retina. L'entità del difetto è espressa in diottrie.
Se con la migliore correzione ottica non si ottiene una normale acuità visiva, ci sono altre cause che compromettono questa capacità. Queste possono essere una non corretta maturazione visiva (ambliopia), opacità o irregolarità dei mezzi ottici oculari (cornea, cristallino, umor acqueo, umor vitreo), danni retinici, danni alle vie ottiche. Compito di altri esami diagnostici è quello di stabilire queste eventualità.